# Oliver Naesen
Oliver Naesen (født 16. september 1990 i Oostende) er en cykelrytter fra Belgien, der er på kontrakt hos Decathlon-AG2R La Mondiale.